# Station Mühlen (Oldb)
Station Mühlen (Oldb) (Bahnhof Mühlen (Oldb)) is een spoorwegstation in de Duitse plaats Mühlen, in de deelstaat Nedersaksen. Het station ligt aan de spoorlijn Delmenhorst - Hesepe. Het station telt één perronspoor. Op het station stoppen alleen treinen van de NordWestBahn.

## Treinverbindingen
De volgende treinserie doet station Mühlen (Oldb) aan:
| Serie | Treinsoort                  | Route                                                                        | Bijzonderheden |
| ----- | --------------------------- | ---------------------------------------------------------------------------- | -------------- |
| RB 58 | Regionalbahn (NordWestBahn) | Osnabrück Hbf – Bramsche – Mühlen (Oldb) – Vechta – Delmenhorst – Bremen Hbf | Der Bramscher  |